# 倉尾村
倉尾村（くらおむら）は埼玉県の西部、秩父郡に属していた村。

## 地理
- 河川：吉田川、長久保川

## 歴史
- 1889年（明治22年）4月1日 - 町村制施行により、藤倉村，日尾村が合併し秩父郡倉尾村が成立する。
- 1956年（昭和31年）3月31日 - 小鹿野町、三田川村と合併し小鹿野町を新設する。

## 関連文献
- 「藤倉村」『新編武蔵風土記稿』 巻ノ261秩父郡ノ14、内務省地理局、1884年6月。NDLJP:764014/41。
- 「日尾村」『新編武蔵風土記稿』 巻ノ261秩父郡ノ15、内務省地理局、1884年6月。NDLJP:764014/46。